# Дунайское
Дунайское (укр. Дунайське) — село в Сафьянской сельской общине Измаильского района Одесской области. Создано в 1946 году на землях Старонекрасовского сельского совета. Расположено в 3 км от с. Старая Некрасовка, на берегу Кривого озера. Название села связано с рекой Дунай, Килийское гирло которой огибает село с трех сторон. Планировка включает одну центральную улицу, пересекающую все село и семь улиц образующие цельные кварталы. Со временем пристроены две улицы со стороны Старой Некрасовки.

## Местный совет
Одесская обл., Измаильский р-н, с. Сафьяны, ул. Грушевского, 85.
Глава Сафьянской сельской общины — Тодорова Наталья Ивановна
Одесская обл., Измаильский р-н, с. Старая Некрасовка, ул. Измаильская, 40.
Староста сел Старая Некрасовка и Дунайское — Заим Сергей Петрович.

## Физико-географическая характеристика

### Географическое положение
Дунайское расположено на северном пологом берегу Кривого озера в 1 км к востоку от Измаила. Ближайший населенный пункт — Старая Некрасовка находится в 3 км к северу. Площадь села — 0,45 км².

### Улицы
| - ул. Виноградная, - ул. Мичурина, - ул. Калинина, - ул. Чкалова, - ул. Советская, | - ул. Совхозная, - ул. Лиманская, - ул. Центральная, - ул. Щорса, - ул. Суворова |

## История

### Ранняя история
В 1964 году научная экспедиция Института Археологии АН УССР проводила исследования на левом береге Дуная. В ходе экспедиции было обнаружено поселение Котовское I в 2 км на восток от села. На территории раскопок собраны артефакты бронзового века, римские амфоры II-III веков н.э., гончарная посуда черняховской культуры. К северу от села при исследовании глиняного карьера "Глинище", в срезах глины были обнаружены обломки амфор римской империи II-III веков н.э., сыроглиняная керамика черняховской культуры, поселение Старая Некрасовка.
В окрестностях села, на левом берегу Кривого озера, археологами было найдено древнее поселение Копаная Балка IV-III вв. до н.э., взятое под государственную охрану решением Одесского облисполкома (№241 от 21.06.1988) как памятник археологии местного значения. При раскопках в районе Кривого озера, на территории ИКЗ были обнаружены керамические изделия, посуда, амфоры, на которых сохранились клейма и надписи на древнегреческом языке.

### XIX век

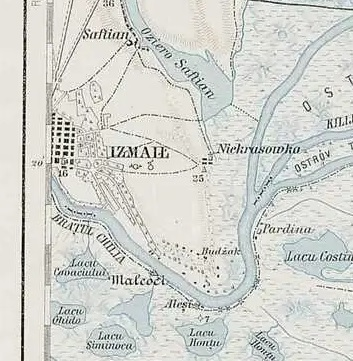
Предместья Измаила 1910 год

После присоединения территории Бессарабии к Российской империи, в 1811-1812 гг. из-за Дуная, из селения Сарикей, по именному указу Александра І в Измаил переселились около 100 семей казаков-некрасовцев. Составляя особое сословие города, они обладали рядом льгот и свобод. Среди них особо выделялась свобода отправления обрядов по канонам старообрядческой церкви. Староверам-некрасовцам генерал-губернатор Чичагов выделил земли под монастырь в 8 верстах к югу от Измаила, на левом берегу Кривого озера, в плавнях вдоль Дуная и разрешил образовать в 1812 году Свято-Никольский старообрядческий монастырь. Уже в 1812 году рядом с монастырем возникают Некрасовские хутора. На хутора переселились 62 семьи, при этом оставаясь формально мещанами Измаила. Монастырь просуществовал только до 1829 года, а затем был ликвидирован. В распоряжении о ликвидации говорилось: "Состоявший при Дунае в 8 верстах от г.Тучкова старообрядческий монастырь упразднен по высочайшему повелению, по случаю навлеченного бывшими в опале монахами на себя подозрениями в сношениях с турками и укрывательстве беглецов из-за Дуная и прочее". На момент закрытия монастыря в нем насчитывался 21 инок и 4 послушника во главе с игуменом Маркияном. Власти распорядились перевести иноков в Сирковский старообрядческий монастырь Оргеевского уезда Бессарабской области. За короткий период своего существования Измаильский монастырь построил каменную церковь в честь святителя Николы Чудотворца, келарню, 2 келий, кирпичный погреб, 2 сарая, был огражден камышовым забором с деревянными воротами. Никольский монастырь имел земли: пахотной — более 247 десятин, сенокосной около 5 десятин; владел 3 виноградниками, общей площадью в 10 десятин, которые ежегодно приносили прибыль на сумму 1150 рублей, а также ветряной мельницей.
На карте Бессарабии 1850 года на нынешней территории села указано поселение Буджак и церковь Святого Николая на берегу Дуная. 
Хутор Буджак на картах Нижнего Подунавья конца ΧΙΧ века указывают расположенный вокруг Кривого озера.
Адрес-календарь Бессарабской губернии за 1883 год, глава «Статистический отдел» относит к Измаилу, предместье Копаная Балка, хутора Гузовка и Буджаки. 
Согласно австрийским военно-топографичным картам 1910 года на берегах Кривого озера расположено селение Буджак.

### ΧΧ-ΧΧΙ век
На картах периода румынской оккупации 1918-1940 годов на территории села отсутствуют какие либо селения.
В 1946 году, в связи с активным развитием промышленности Измаила, был основан населенный пункт, относящийся к совхозу организованному на землях Старонекрасовского сельсовета. В советское время в селе располагалось подразделение совхоза им. Калинина. Действовали начальная школа, библиотека, детсад, баня, клуб, магазин, общежитие. Бо́льшая часть жителей работала в совхозе, ИЦКК, ИКЗ. К концу 1990-х годов в селе были разрушены здания школы, магазина, клуба, отделения агропредприятия.

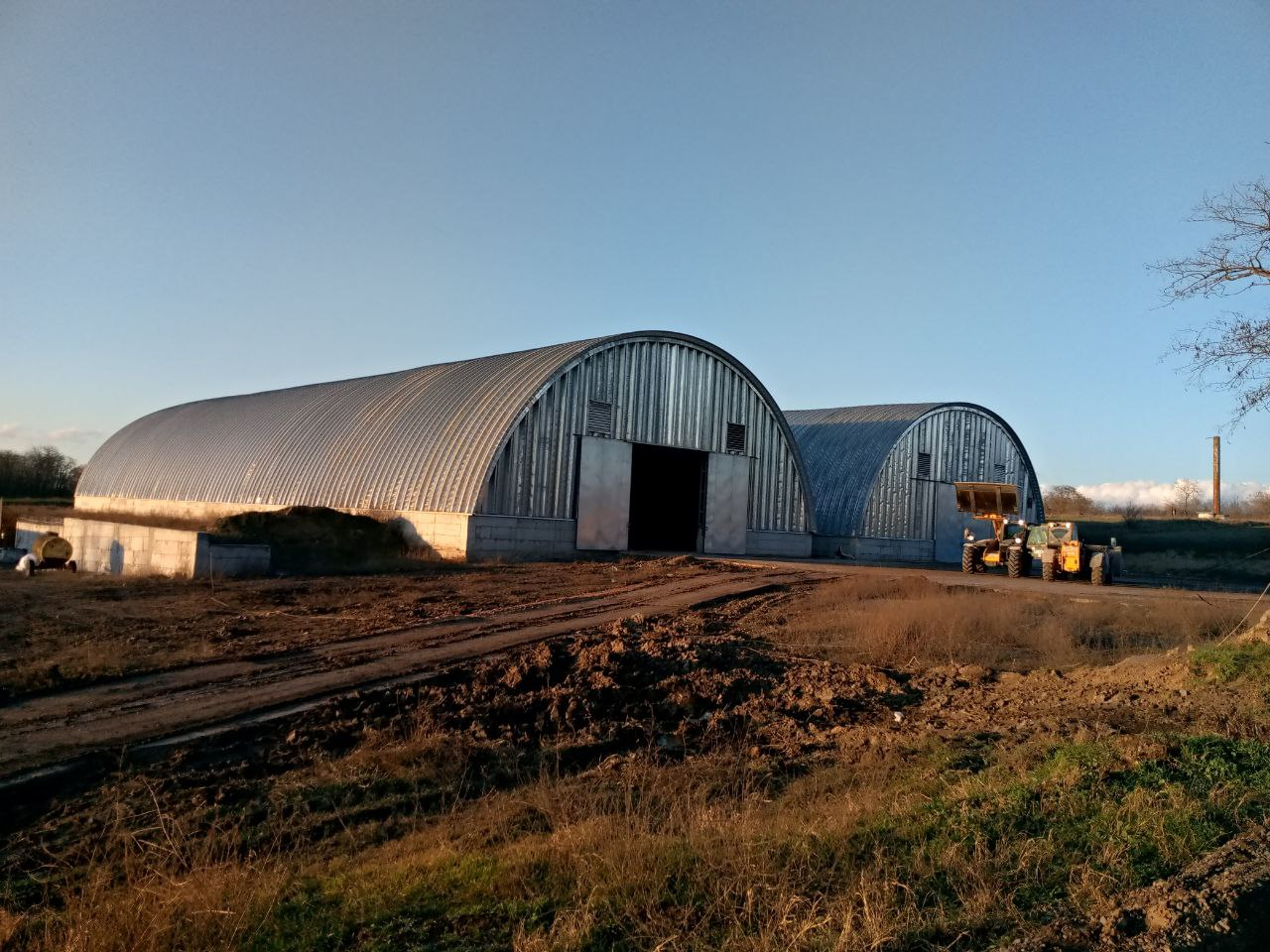
Зернохранилище на территории с.Дунайского.

В 2002 году село было освящено, на въезде и выезде установлены Поклонные кресты, принято решение о необходимости строительства православного храма.
В 2010-х годах в селе возобновил работу клуб, построен Храм иконы Божией Матери «Неопалимая Купина», детская и спортивная площадки. Открыты торговые точки, изменены автобусные маршруты связывающие село с Измаилом. Было проведено необходимое уличное освещение.
В 2016 году впервые была отмечена годовщина создания села — 70-летний юбилей. В этот день прошло богослужение в храме, торжественное собрание в клубе. На тот момент в селе проживало 539 человек.
В 2024 году, в связи с увеличением грузоперевозки зерновых через дунайские порты, возле села построены зернохранилища.

## Население и национальный состав
Население по переписи 2001 года составляло 334 человека.
По данным переписи населения Украины 2001 года распределение населения по родному языку было следующим (в % от общей численности населения):
По Старонекрасовскому сельскому совету: русский — 90,69 %; украинский — 5,50 %; молдавский — 2,01 %; болгарский — 1,42 %; гагаузский — 0,09 %;  немецкий — 0,03 %; цыганский — 0,06 %.
По селу Дунайское: русский — 86,83 %; украинский — 8,38 %; молдавский — 2,10 %; болгарский — 1,50 %; гагаузский — 0,30 %; цыганский — 0,60 %.

## Культура

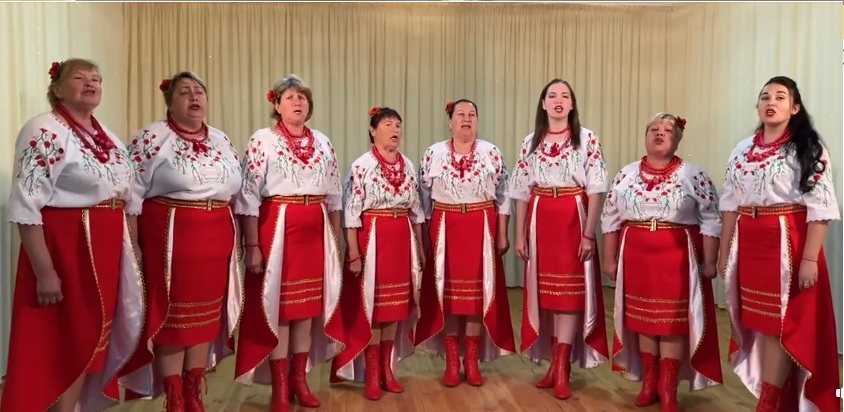
Вокальный ансамбль "Дунайские голоса".

Храм иконы Божией Матери «Неопалимая Купина».

15 декабря 2013 года в селе Дунайском торжественно открыт сельский клуб. Помещение — бывшую сельскую контору, подарила сельской громаде «Агрокомпания „Свобода“» (село Старая Некрасовка). Внутренний и наружный ремонт выполнен усилиями местных жителей и спонсоров. В декабре 2013 года депутаты Измаильского районного совета выделили 10 тыс. гривен для закупки аппаратуры. В клубе существует кружок народного творчества, танцевальный кружок, команда КВН, вокальный ансамбль «Дунайские голоса». Ансамбль «Дунайские голоса» в сентябре 2019 года отметил свой пятилетний юбилей. За годы своего существования ансамбль стал участником большинства культурных мероприятий областного центра национальных культур, всех культурных мероприятий родного села.
На территории села жителями построены детская и спортивная площадки.
На территории села в 2020-х построен храм иконы Божией Матери «Неопалимая Купина». Закладка церкви в 2015 году была освящена митрополитом Одесским и Измаильским Агафангелом. День празднования иконы — 17 сентября, жителями села на сходке весной 2015 года, было принято считать днем села. В связи с отсутствием собственного священнослужителя, в храме службу проводят священники из Измаила. Также литургию в храме регулярно проводит викарий Одесской епархии архиепископ Болградский Сергий (Михайленко).

## Здравоохранение
В селе действует фельдшерский пункт, расположенный по адресу: ул. Калинина, 2/3. В апреле 2015 жителями села был рассмотрен вопрос о переносе пункта в помещение по адресу: ул. Центральной (Ленина), 1. Освободившиеся помещение будет использовано в качестве жилья медработников пункта. Жители села относятся к амбулатории общей практики-семейной медицины расположенной в селе Старая Некрасовка.

## Транспорт и связь
Через село проходит асфальтированная автомобильная дорога общего пользования государственного значения соединяющая восточную промышленную часть Измаила и село Старая Некрасовка. Село в 2000-х годах было связано с районным центром двумя автобусными маршрутами. Один маршрут создан в 90-х на базе городского маршрута № 1 и проходил по дамбе через Кривое озеро, р-н консервного завода и далее по маршруту, ходил 4 раза в сутки. Второй маршрут создан в 2000-х на базе пригородного маршрута Измаил-Ст. Некрасовка и соединяет село с автостанцией Измаила, проезжая через село Старая Некрасовка, ходил до 10 раз в сутки. 
В 2010-х автобусный маршрут созданный на базе городского маршрута №1 прекратил свое существование. Автодорога Дунайское-Старая Некрасовка в результате ухудшения дорожного покрытия, стала острой проблемой для жителей сел. Состояние дорожного покрытия стало препятствием для проезда автотранспорта. Школьный автобус был на грани останова из-за риска жизни детей. В результате многократных обращений к местным властям, Одесский областной совет выделил на ремонт 800 тысяч гривен.  В декабре 2016 года компания- подрядчик "Евродом" провела ремонт дорожного полотна. Качество выполненных работ не удовлетворило жителей села, и привело к очередным протестам. К расследованию из-за некачественного ремонта, подключились председатель Измаильского районого совета и начальник Измаильского отделения СБУ. Через несколько месяцев протестов подрядчик провел ямочный ремонт за свой счет.
В 2021 году из-за опасности проезда по автодороге Дунайское-Старая Некрасовка, по маршруту перестали ходить рейсовые и школьные автобусы. Село оказалось изолированным от райцентра и соседнего села.
В декабре 2023 года жители села встретились с руководителем Измаильской районной военной администрации по поводу плохого состояния дороги, по которой, в рамках «Зерновой сделки» ежедневно проезжает более 150 грузовых автомобилей для выгрузки в измаильском порту. Руководитель РДВА Родион Абашев показал свое незнание местных проблем и переадресовал жителей к центральным властям, так как дорога имеет государственное значение. До конца 2023 года на автодорогах Т-16-07 и С-161006 силами подрядчика ООО «Евродор» были проведены работы по выравниванию обочин и проезжей части. После ремонта был восстановлен автобусный маршрут связывающий Дунайское и Измаил на базе городского маршрута №1.
Ближайшее отделение почтовой связи, обслуживающее жителей села, расположено в Измаиле, по адресу: ул. Нахимова, 288.
Ближайшее отделение Новой почты, расположено в Измаиле, по адресу: ул. Нахимова, 403 .

## Галерея

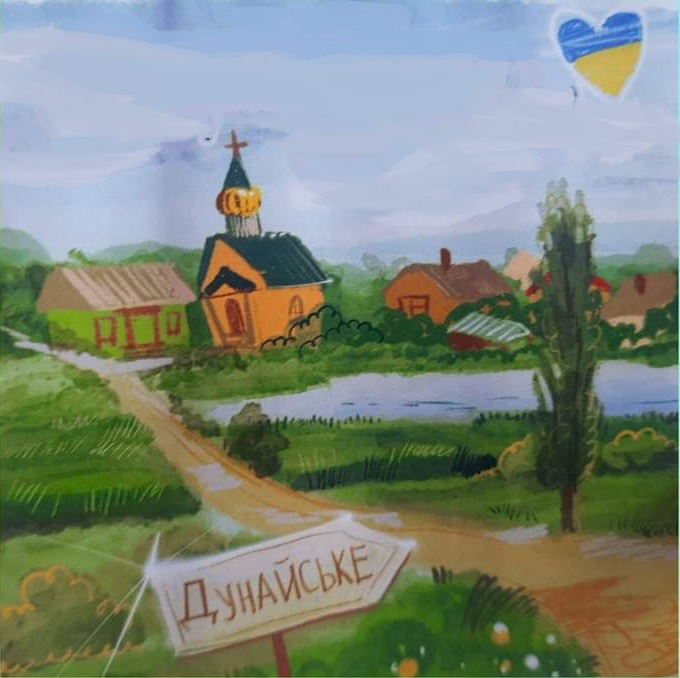
Село Дунайское
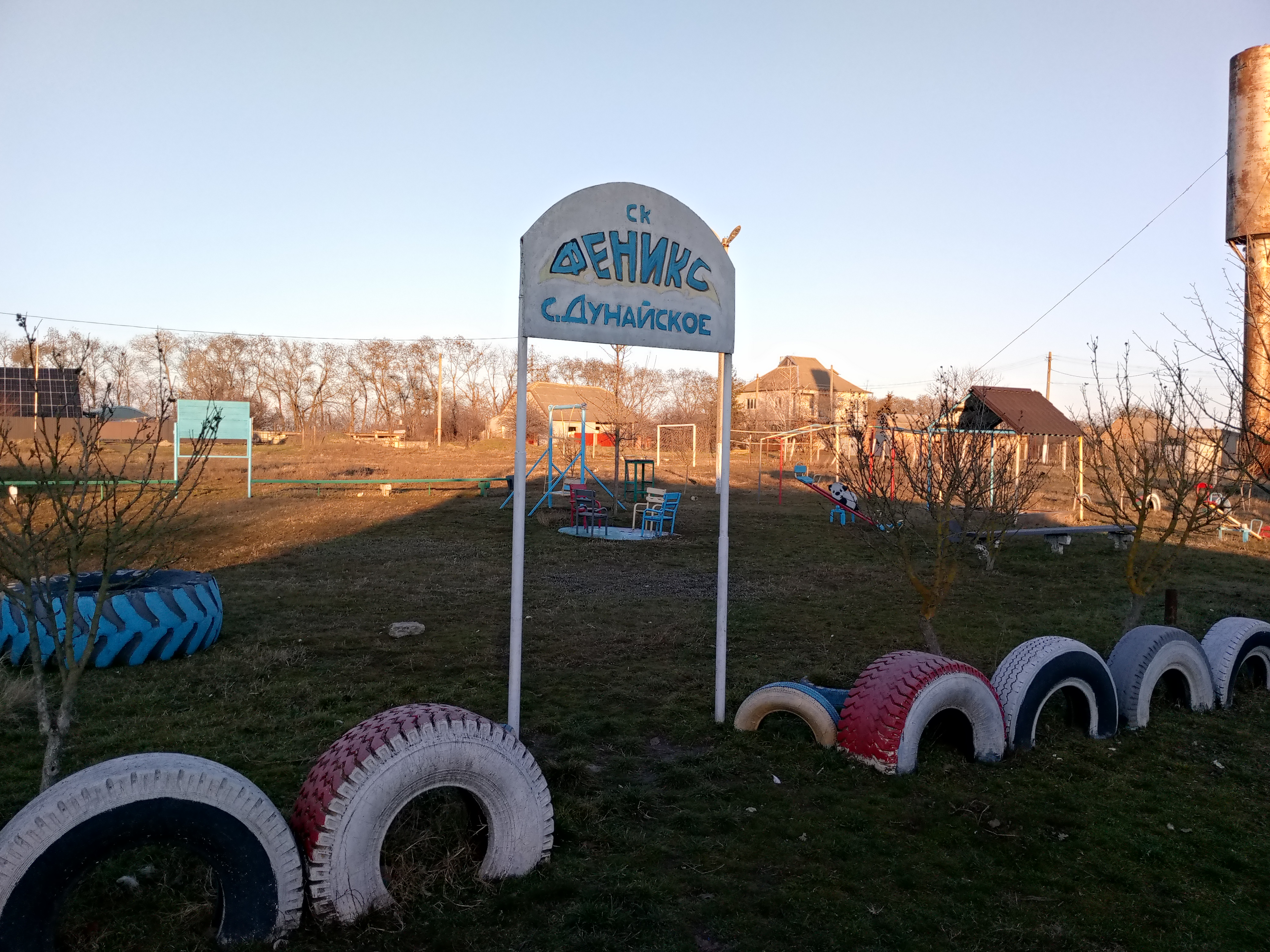
Спортивная площадка
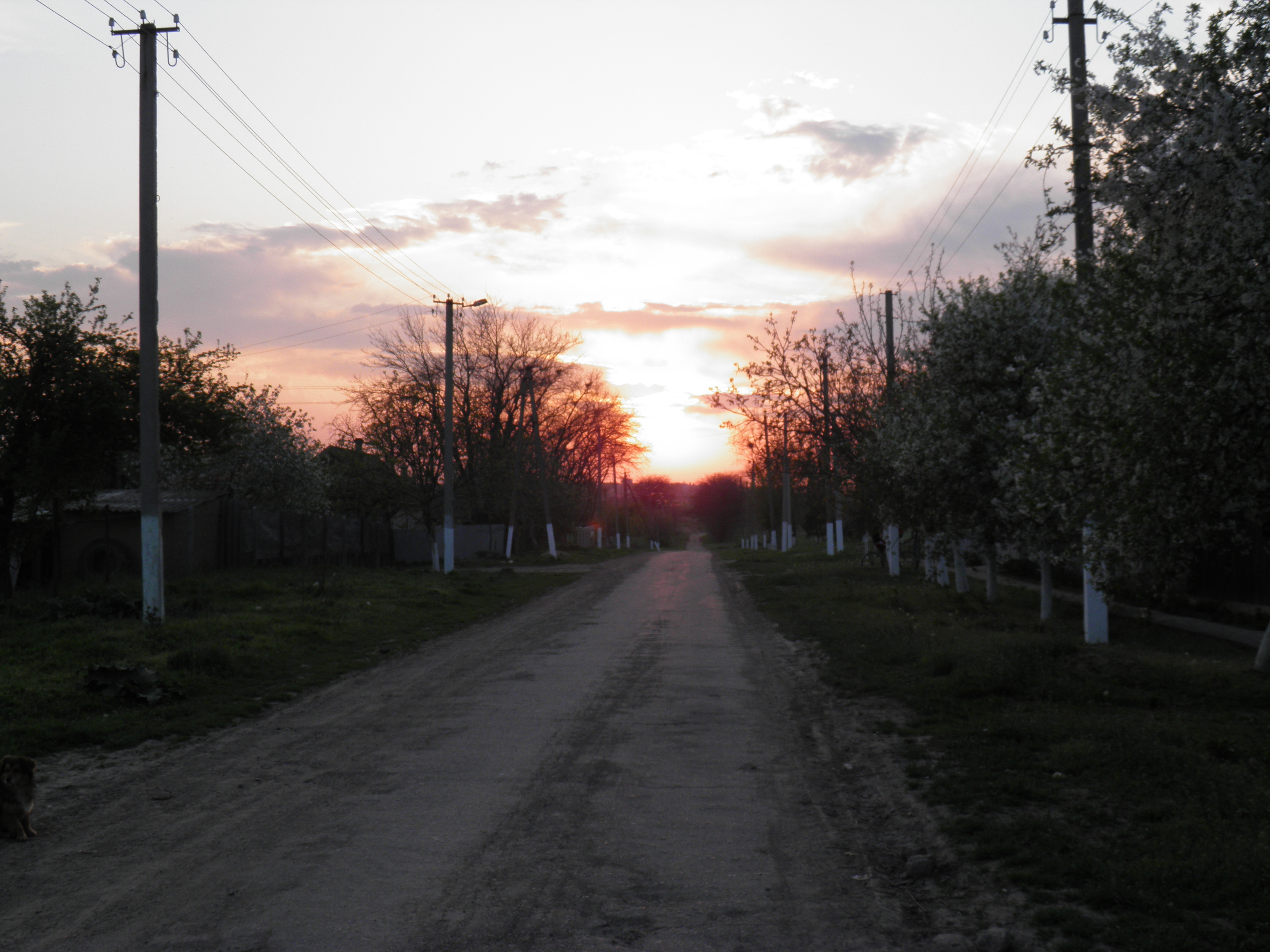
Улица Центральная (Ленина)
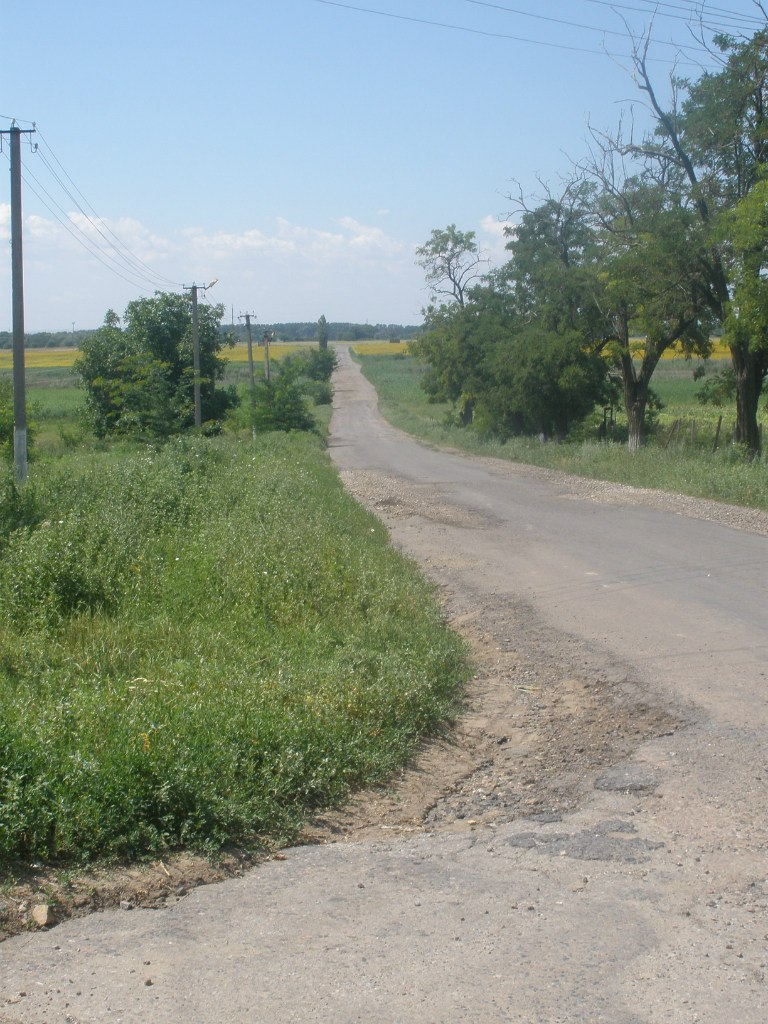
Дамба на Кривом озере
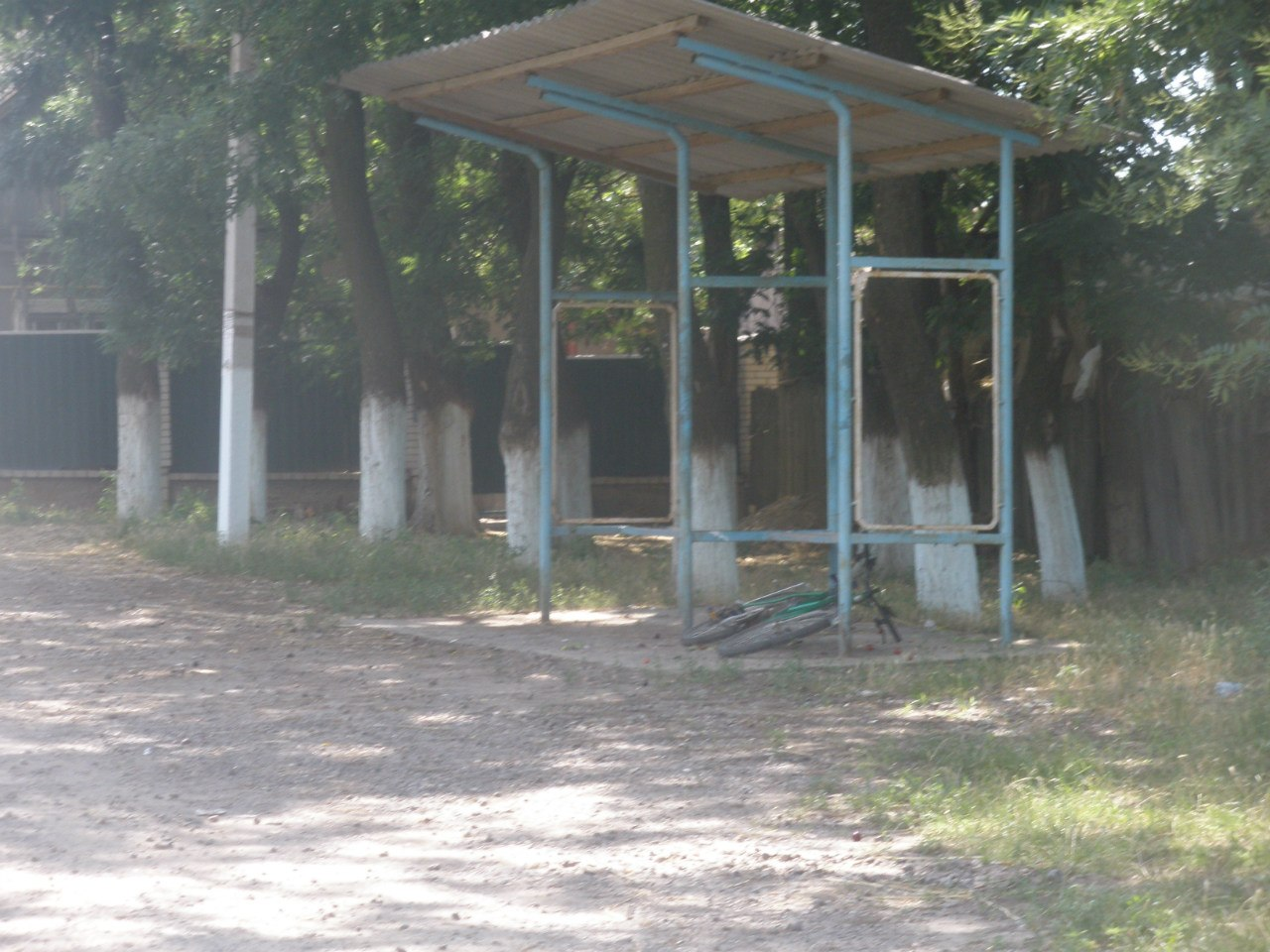
Автобусная остановка в селе Дунайском
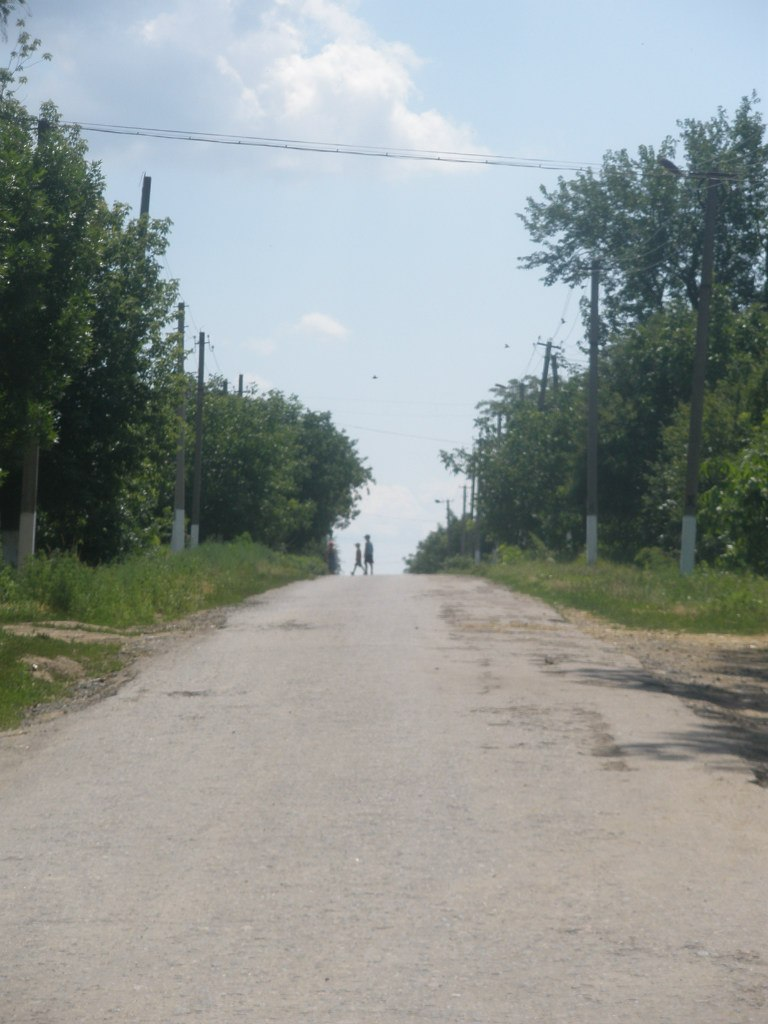
Улица Центральная (Ленина)
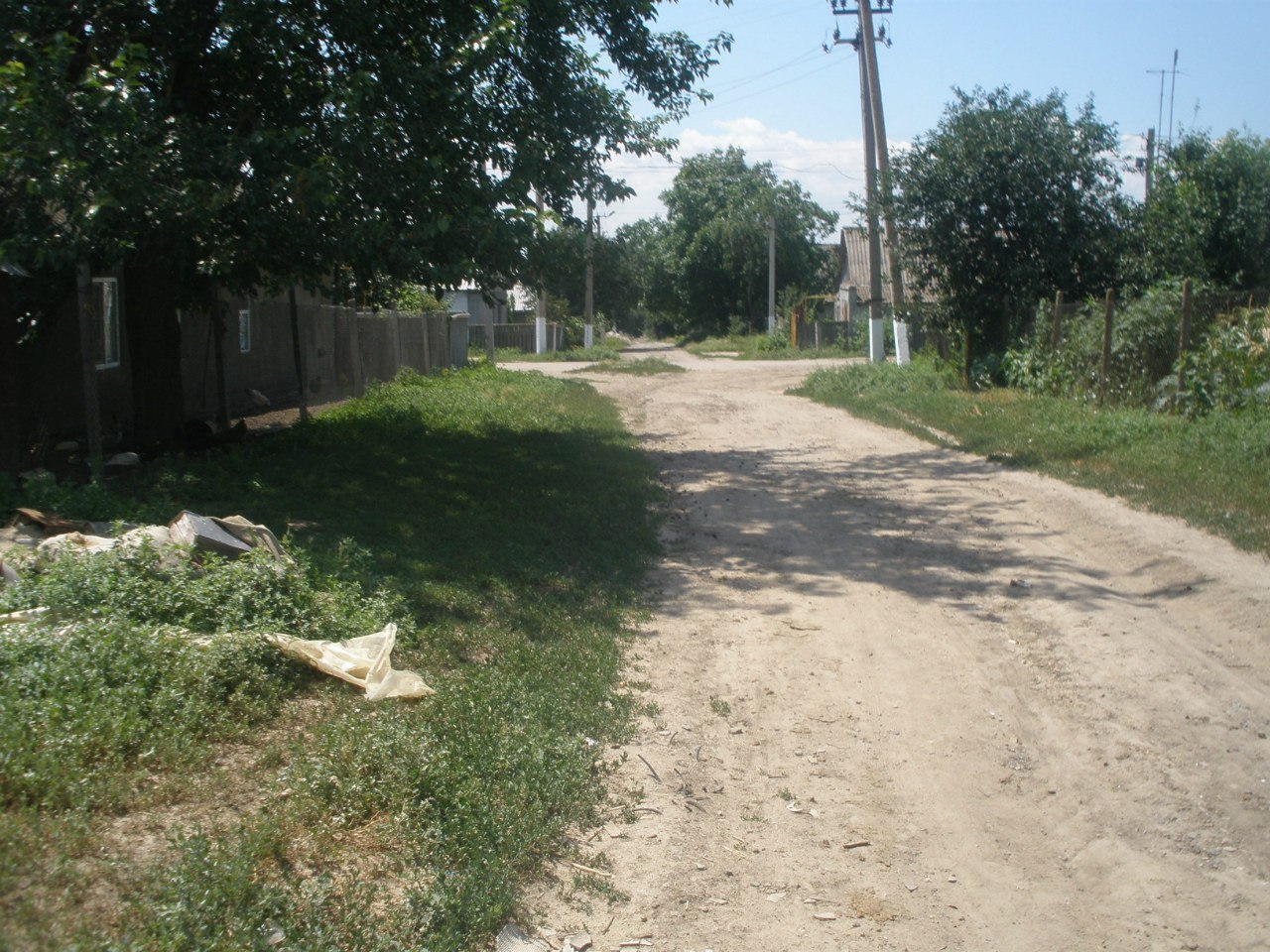
Улица Чкалова